# Dolní Oldřiš (tvrz)
Tvrz Dolní Oldřiš stávala v obci Dolní Oldřiš v těsné blízkosti hranic s Polskem.

## Historie
Přesný rok založení tvrze není známý. První písemná zmínka pochází z roku 1629, kdy Eberhardové, v jejichž majetku byla Dolní Oldřiš od roku 1501, převedli manství na Adama von Radewitz. Za třicetileté války byla poškozena a v 70. letech 17. století vyhořela. Její funkci převzal panský dvůr. Roku 1690 vykoupili Gallasové, majitelé frýdlantského panství, všechny lenní statky. Tvrz pak zůstala opuštěná a zanikla.

## Popis
Popis tvrze se nám zachoval z listiny z roku 1629. Jednalo o budovu, ve které byly světnice, dlážděná kuchyně, mnoho pokojů, komory a sklepy. Obklopovala ji tekoucí voda. Podle zachovalého tvrziště, kterým je ostrůvek v rybníce, se pravděpodobně jednalo o věžovitou budovu. Tvrz byla osazena vížkou s hodinovým strojem a zvonem.

## Externí prameny
- tvrz na hrady.cz